# طارق هاشمی
طارق الهاشمی (به عربی: طارق الهاشمي) (زادهٔ ۱۹۴۲ در بغداد) سیاستمدار عراقی سنی است. وی معاون رئیس‌جمهور عراق بود. تا سال ۲۰۰۹ دبیرکل حزب اسلامی عراق بود، اما در این سال از پست خود در حزب استعفا و دلیل آن را تمرکز بر مسئولیت دولتی خود اعلام کرد. او در انتخابات مجلس نمایندگان عراق ۲۰۱۰ ریاست «فهرست تجدد» را برعهده داشت که جزئی از ائتلاف العراقیه بود و با کسب ۸۹ کرسی پیروز این انتخابات شد.
او دارای مدرک کارشناسی ارشد اقتصاد از دانشگاه مستنصریه است.
نام او از سال ۲۰۱۲ در لیست دستگیری اینترپل قرار گرفت. اما در سال ۲۰۱۶ اعلام شد به دلیل کافی نبودن مدارک نام او از لیست سیاه اینترپل حذف شده است.